# 고검기담: 소명신검의 부활
《고검기담: 소명신검의 부활》(중국어: 古剑奇谭之流月昭明)는 2018년에 개봉한 중국의 영화이다.

## 줄거리
“천계를 뒤흔들 검의 대결이 시작된다!”

천하 제일 자기애 하나로 살아가는 악무이는 자신의 사부 ‘사의 대사’를 찾기 위해 전국에서 가장 뛰어난 무협 대결이 펼쳐진다는 박매장에 간다. 그곳에서 얼음을 자유자재로 다루는 하이칙, 검 하나로 모든 것을 이기는 여전사 문인우를 만난다. 사의 대사는 인간계를 보호하는 유일한 희망인 소명신검을 찾기 위해 고군분투하는 도중 인간계가 큰 위험에 빠졌다는 소식을 듣는다. 4조각으로 흩어진 소명 신검을 찾기 위해 모든 것을 건 하이칙과 문인우 그리고 악무이. 과연 그들은 마계와의 전투에서 인간계를 지켜낼 수 있을까?

## 캐스팅
주연
- 왕리홍
- 빅토리아 - 문인우 역
- 고이상
- 우첸위

조연
- 아치 카오